# Тухами, Ануар
Ануар Мухаммед Тухами (исп. Anuar Mohamed Tuhami; 15 января 1995, Сеута, Испания) — марокканский футболист, полузащитник клуба «Реал Вальядолид».

## Карьера
Родился в Сеуте. Ануар провёл свою юношескую карьеру в академии «Вальядолида» и дебютировал за дубль в возрасте 17 лет.
Ануар дебютировал в своей первой команде 15 октября 2014 года, заменив Альваро Рубио на 77-й минуте домашней победы 2:0 над «Жироной» в Кубке Испании. Он дебютировал в Сегунде 1 мая 2016 года, выйдя на замену вместо Винченцо Реннеллы в домашней ничьей 1:1 против клуба «Луго».
12 ноября 2017 года, став игроком стартового состава в основном клубе, Ануар продлил свой контракт до 2020 года. Он забил свой первый профессиональный гол 19 декабря, забив первый в домашней победе 3:2 против «Реала Сарагоса».
Ануар забил один гол в 29 матчах (включая плей-офф), благодаря ему клуб добился продвижения в Ла Лигу. Он дебютировал в испанской Примере 17 августа 2018 года, в матче в гостях против «Жироны», завершившейся ничьей 0:0.